# Atrichopogon obscurus
Atrichopogon obscurus är en tvåvingeart som först beskrevs av Ewen och Saunders 1958.  Atrichopogon obscurus ingår i släktet Atrichopogon och familjen svidknott. Inga underarter finns listade i Catalogue of Life.